# James Harrison (người hiến máu)
James Christopher Harrison ( 27 tháng 12 năm 1936-17 tháng 2 năm 2025), OAM, còn được gọi là Người đàn ông có cánh tay vàng (tiếng Anh: Man with the golden arm), là một người hiến huyết tương ở Úc. Trong huyết tương của ông có một thành phần đặc biệt được sử dụng để chữa bệnh Rhesus. Ông đã hiến máu hơn 1000 lần trong suốt cuộc đời mình, và lượng máu này ước tính đã được sử dụng để cứu sống hơn hai triệu trẻ sơ sinh còn trong bụng mẹ khỏi căn bệnh trên.

## Tiểu sử
James Harrison sinh ngày 27 tháng 12 năm 1936. Năm 14 tuổi, ông phải trải qua một cuộc phẫu thuật ngực quan trọng, cần truyền 13 lít (2,9 gal Anh; 3,4 gal Mỹ) máu. Sau khi phẫu thuật, ông phải điều trị tại bệnh viên ba tháng. Nhận ra rằng việc được truyền máu đã cứu sống cuộc đời mình, ông quyết định tham gia hiến máu ngay khi vừa tròn mười tám tuổi, độ tuổi được tham gia hiến máu.
Harrison bắt đầu hiến máu từ năm 1954 và sau vài lần hiến máu đầu tiên, người ta phát hiện trong máu ông có một kháng thể khoẻ mạnh và bền vững lạ thường có tên gọi Globulin miễn dịch Rho(D). Rho(D) IG được truyền cho các bà mẹ âm tính với Rh(D) đang mang thai đứa con không rõ hoặc dương tính với Rh(D) trong và sau quá trình mang thai để ngăn chặn việc hình thành kháng thể trong máu của những đứa trẻ dương tính với Rh(D). Sự không tương thích giữa mẹ và con này có thể gây ra bệnh Rhesus, thể thường gặp nhất của bệnh thiếu máu ở trẻ sơ sinh (HDN).
Thông qua việc hiến máu của mình, Harrison đã giúp cứu sống hàng nghìn trẻ em cả sơ sinh và chưa ra đời khỏi bệnh thiếu máu HDN. Sự khác thường này trong cơ thể ông được đánh giá là rất quan trọng, ngay sau đó người ta đã mua bảo hiểm cho ông với giá một triệu đô-la và một cuộc nghiên cứu sau này đã dựa trên máu ông hiến tặng để tạo ra Globulin miễn dịch Anti-D thương mại còn gọi là RhoGAM. Cứ một trong mười phụ nữ mang thai có máu có khả năng không tương thích với bào thai trong bụng được điều trị bằng các chế phẩm từ huyết tương của ông.
Ông qua đời ngày 17 tháng 2 năm 2025 trong giấc ngủ tại viện dưỡng lão.

## 1000 lần hiến máu
Khác với máu thông thường, người hiến huyết tương có thể hiến 2-3 tuần một lần, do đó Harrison đã hiến máu tới lần thứ 1000 vào tháng 5 năm 2011. Trung bình cứ ba tuần ông hiến máu một lần trong suốt 57 năm. Nói về thành tích này, ông trả lời:
| “                | Có thể nói rằng đây là kỷ lục duy nhất tôi mong sẽ bị phá vỡ, bởi vì khi ấy đã có một người khác hiến máu trên một nghìn lần. | ” |
| — James Harrison | |   |

Máu ông hiến tặng ước tính đã giúp cứu sống trên 2,4 triệu trẻ em khi kháng thể của ông được dùng để chữa trị cho các phụ nữ mang thai. Trong số những người được cứu sống có cả con gái ông, Tracey.

## Ủng hộ
Năm 2007, Harrison chỉ trích các kế hoạch mở cửa việc hiến huyết tương của Úc cho các tập đoàn nước ngoài. Ông tin rằng việc làm đó sẽ khiến người tình nguyện không muốn hiến máu nữa. Việc mở cửa này xuất phát từ hiệp định thương mại tự do của Úc với Hoa Kỳ.

## Ghi nhận
Harrison được trao tặng Huân chương Úc (OAM) vào ngày 7 tháng 6 năm 1999. Ông được đề cử giải Người Úc của năm mặc dù không chiến thắng. Năm 2011, ông được đề cử ở hạng mục Anh hùng địa phương New South Wales thuộc giải thưởng Người Úc của năm.